# Квинт Салвидиен Руф
Квинт Салвидиен Руф Салвий (на латински: Quintus Salvidienus Rufus Salvius или Q. Salvius; † 40 г. пр.н.е.) е римски военачалник и един от най-близките съветници на Октавиан в ранните години на политическата му дейност.

## Биография
Въпреки че е от беден произход Руф заедно с Марк Агрипа са сред най-добрите приятели на Октавиан. Руф и Агрипа са заедно с Октавиан в Аполония по времето на убийството на Цезар през 44 пр.н.е. След като до тях достига вестта за смъртта на Цезар, Руф и Агрипа съветват Октавиан да заповяда на легионите от Македония да тръгнат към Рим, срещу убийците на Цезар. Пренебрегвайки този съвет Октавиан решава да плава по море към Италия с малка свита. По време на гражданската война, която следва смъртта на Цезар, Салвадиен Руф се превръща в един от най-доверените военачалници на Октавиан.

### Битки срещу Секст Помпей
През 42 пр.н.е. води флота на Октавиан срещу Секст Помпей, който е взел контрола над Сицилия и от там тормози бреговете на Италия. Първоначално Руф има успех срещу Попмей и го побеждава в морска битка в близост до Региум, но след това е победен в морска битка при пролива на Месана и Сцилеум (Месински пролив), недалеч от първата му победа, главно поради липсата на опит на неговия екипаж.

### Перузинска война
Когато Октавиан се връща от Гърция след битката при Филипи, Руф е изпратен в Испания с шест легиона, но бързо е привикан обратно в Италия за да се изправи срещу Луций Антоний и Фулвия Антония (брат и жена на Марк Антоний), които въстават срещу Октавиан, започвайки така наречената Перузинска война. Октавиан е отблъснат Нурсия и започва обсада на град Сентинум. Луций, който е в Пренесте потегля към Рим, научавайки за това Октавиан потегля по Виа Фламиния към Рим изпращайки инструкции на Руф, който пътува с шест легиона през Умбрия да продължи с обсадата на Сентиум. С приближаването на войските на Октавиан, Луций Антоний изоставя Рим с намерението да се присъедини към лейтенантите на Антоний – Квинт Фуфий Кален, Вентидий Бас и Азиний Полион в Галия. Октавиан окупира Рим без кръвопролития, след което изпраща Агрипа да преследва Луций Антоний от юг.
Първият ход на Агрипа е да превземе Сутриум – важен град за Луций Антоний намиращ се на Виа Касия. Агрипа се опитва да привлече вниманието на Луций към себе си и да осигури достатъчно време на Квинт Руф, които превзема Сентинум и Нурсия да дойде от североизток и да приближи войските на Луций по Вия Фламиния в тил. Планът на Агрипа успява, Луций се връща назад към Сутриум и за негова изненада разбира, че пътят на север е блокиран от Руф. Не смеейки да рискува битка, Луций се отправя на север по Вия Касия към офицерите на брат си, докато Руф възпрепятства напредването му, а Агрипа атакува тилът му. Докато Луций напредва на север, генералите на Октавиан се опитват да го приклещят в дефилетата на Етрурия през които преминава Вия Касия. Виждайки, че няма да може да стигне до Галия, Луций се връща към Перузия, където е обсаден от комбинираните армии на Октавиан, Руф и Агрипа.
Октавиан подобно на Цезар при Алезия, обгражда Перузия с укрепления за да предотврати евентуално бягство от града и да обезкуражи нападения от лейтенантите на Антоний. Вентидий Бас, Азиний Полион и Мунаций Планк с тринадесет легиона под тяхно командване се опитват да вдигнат обсадата на града, но не успяват след като Агрипа и Руф им нанасят тежки поражения. Тримата пълководци изоставят Луций и Фулвия на произволът на съдбата и се оттеглят. Луций Антоний е принуден да се предаде след няколко месеца на обсада (зимата на 40 пр.н.е.).

### Управител на Галия
След края на войната, Октавиан изпраща Руф като губернатор на Галия с голяма армия от единадесет легиона. Руф е определен за един от консулите за 39 пр.н.е., въпреки че не е достигнал до сенаторски ранг.

#### Смърт
Въпреки всичките отличия и голямото доверие на Октавиан към него, когато Антоний идва от изток с голяма армия да се изправи срещу приятеля му, Руф предлага на Антоний да дезертира при него с цялата си армия. Вероятно тази предателска оферта достига до Антоний след като той е сключил договор с Октавиан (договора от Бриндизи). Антоний уведомява Октавиан за предателството на Руф, който е обвинен от сената в държавна измяна и осъден на смърт. Руф умира през 40 пр.н.е., не е ясно дали хората на Октавиан са го убили или Руф е предпочел да се самоубие.

### Цитирана литература

#### Класически автори
- Светоний. „Животът на Август“ //   Loeb Classical Library, 1913. (на английски)
- Касий, Дион. „Римска История“ //  Книга 48.   Loeb Classical Library, 1917. (на английски)
- Патеркул, Велей. „Римска история“ //  Книга 2.   Loeb Classical Library, 1924. (на английски)
- Апиан. „Римска История, Римски Войни“ //  Книги 4 и 5.   Loeb Classical Library, 1913. (на английски)

#### Модерни автори
- Cosme, Pierre. Auguste //   Librairie Académique Perrin, 2005. ISBN 978-2-262-01881-8. (на френски)
- Roddaz, Jean-Michel. Marcus Agrippa.   École Française de Rome, 1984. ISBN 2-7283-0069-0. (на френски)
- Reinhold, Meyer. Marcus Agrippa. A biography.   New York, The W. F. Humphrey Press Geneva, 1933. (на английски)
- Vagi, David L. Coinage and History of the Roman Empire //   Amos Press; 1st edition, 1999. ISBN 0944945295. (на английски)
- Broughton, T. Robert S. The Magistrates of the Roman Republic: Volume II, 99 B.C. – 31 B.C //   New York, The American Philological Association, 1952. (на английски)
- Bowman, Champlin, Lintott, Alan K., Edward, Andrew. The Cambridge Ancient History Volume 10: The Augustan Empire, 43 B.C. – A.D. 69 //   Cambridge University Press, 1996. ISBN 0-521-26430-8. (на английски)